# Lord
Lord je anglický a skotský šlechtický titul, který byl dříve spojen s právem usednout ve sněmovně lordů.
Velká Británie používá pět šlechtických hodností: Duke (vévoda), Marquess (markýz), Earl (hrabě), Viscount (vikomt) a baron, mimo vévody mohou být všichni uvedení šlechtici mužského pohlaví označováni jako lordi. Titul barona v praxi užíván není, baroni jsou přímo nazýváni pouze lordy.
Manželka lorda je titulována jako Lady. Pokud je ovšem žena přímo nositelkou šlechtické hodnosti, používá přímo pouze svůj titul, což platí i pro baronku (tedy baronka, nikoliv lady Thatcherová, např.).
Titul lord před jménem smějí používat též mladší synové vévodů a markýzů (např. Lord Randolph Churchill, otec sira Winstona), kteří ale nemohou zasednout ve sněmovně lordů.